# Anomophysis absurda
Anomophysis absurda är en skalbaggsart som först beskrevs av Newman 1842.  Anomophysis absurda ingår i släktet Anomophysis och familjen långhorningar.
Artens utbredningsområde är Filippinerna. Inga underarter finns listade i Catalogue of Life.